# Delphinium nurguschense
Delphinium nurguschense är en ranunkelväxtart som beskrevs av P. V. Kulikov. Delphinium nurguschense ingår i släktet storriddarsporrar, och familjen ranunkelväxter. Inga underarter finns listade i Catalogue of Life.